# 琴斯托霍瓦的黑色聖母
琴斯霍托瓦的黑色聖母（波蘭語：Obraz Matki Boskiej Częstochowskiej、或）相傳是聖路加用聖家（耶穌、聖母瑪利亞和聖若瑟）家中的柏木桌面畫成的聖像畫。最早的文獻記載指畫像由耶路撒冷出發，經過君士坦丁堡，最後在1382年8月到達波蘭的琴斯托霍瓦。目前此畫像位於琴斯托霍瓦的光明山修道院。
17世紀時，據說因為此畫像令波蘭在瑞典入侵時期最終轉危為安，當時的國王揚·卡齊米日在利沃夫為其加冕，封其為波蘭之母后和保護者。另一個傳說指畫像拯救了自己所在的教堂免於火災，但並不能保護自己被薰黑。因而此畫像在波蘭和烏克蘭（該國西部歷史上是波蘭的一部分）極受敬禮。
它分别在1717年、1910年和2005年被教宗克萊孟十一世、庇護十世、若望保祿二世封圣。